# UFC 247
UFC 247: Jones vs. Reyes foi um evento de MMA produzido pelo Ultimate Fighting Championship no dia 08 de fevereiro de 2020, no Toyota Center, em Houston, Texas.

## Background
A disputa de cinturão dos meio-pesados entre o duas vezes campeão Jon Jones e Dominick Reyes foi a luta principal do evento.
A disputa dos moscas feminino entre a campeã Valentina Shevchenko e Katlyn Chookagian serviu de co-luta principal da noite.
Dhiego Lima era esperado para enfrentar Alex Morono no evento. Entretando, Lima foi forçado a sair do card no dia 22 de janeiro com uma lesão no pescoço. Ele foi substituído por Kalinn Williams.
Jimmie Rivera era esperado para enfrentar Marlon Vera no evento. Porém, Rivera saiu do card em 23 de janeiro por uma lesão. A organização, então preferiu remover Vera do card.
Antonio Arroyo era esperado para enfrentar Trevin Giles em um duelo dos médios no evento. Entretanto, Arroyo saiu do combate um dia antes do evento por problemas médicos com o corte de peso. Ele foi substituído por James Krause que estava em Houston no córner de Youssef Zalal.

## Resultados
Nota 1 Pelo Cinturão Peso Meio Pesado do UFC. 

Nota 2 Pelo Cinturão Peso Mosca Feminino do UFC. 

Nota 3 Originalmente vitória por Nocaute Técnico (Socos) de Newson; revertido após ele ter testado positivo no doping para maconha. 

## Bônus da Noite
Os lutadores receberam US$50.000 de bônus:
- Luta da Noite:  Trevin Giles vs.  James Krause
- Performance da Noite:  Kalinn Williams e  Mario Bautista